# Pierres runiques de Lingsberg
Les pierres runiques de Lingsberg sont deux pierres runiques, ainsi qu'un fragment d'une troisième, gravées en vieux norrois, datées du XIe siècle et situées dans une ferme de Lingsberg, près de Stockholm, en Suède.

## Localisation
Les pierres sont situées dans un champ de la localité de Lingsberg, sur le territoire de la commune de Vallentuna, dans le comté de Stockholm, en Suède. Elles sont situées dans l'ancienne province d'Uppland.

## Caractéristiques
Dans le catalogue Rundata, les deux pierres runiques sont listées comme U 240 et U 241 ; le fragment, U 242.
Les pierres comportent des inscriptions en vieux norrois, écrites en futhark récent. Les deux pierres intactes ont été érigées par la même famille, et sur l'une d'elles (U 241), on indique qu'un grand-père a apporté deux danegelds en Angleterre, indiquant un service probable dans les troupes scandinaves des Thingmen entre 1018 et 1066. Les pierres dateraient ainsi du deuxième quart du XIe siècle. U 240 et U 241 sont en style Urnes, caractérisé par des animaux stylisés et entrelacés en motifs serrés. Les têtes des animaux sont typiquement de profil et comportent des yeux en amande et des appendices courbes sur les nez et les cous.

## Les pierres

### U 240

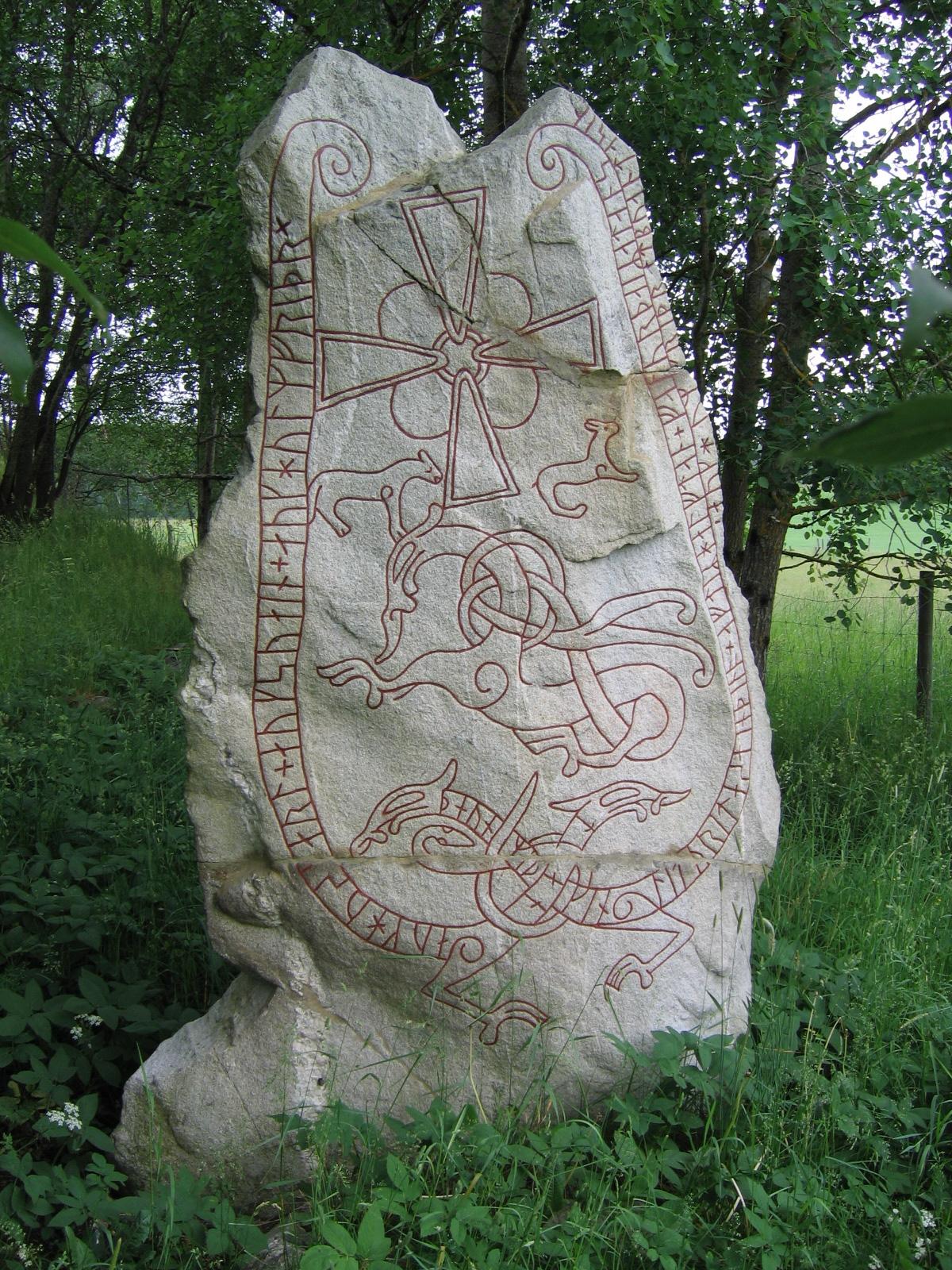
Pierre runique U 240

La pierre runique a été érigée au bout d'une chaussée, qui a disparu depuis.
Elle comporte l'inscription suivante :
- Translittération latine : « tan auk hus(k)arl + auk suain + auk hulmfriþr × þaun (m)(i)(þ)kin litu rita stin þino × aftiR halftan + fa(þ)ur þaiRa tans ' auk hum(f)riþr at buanta sin »[2],[3].
- Transcription en vieux norrois : « Dan ok Huskarl ok Svæinn ok Holmfriðr, þaun møðgin letu retta stæin þenna æftiR Halfdan, faður þæiRa Dans, ok Holmfriðr at boanda sinn »[2].
- Traduction : « Danr et Húskarl et Sveinn et Holmfríðr, la mère et (ses) fils, a érigé cette pierre en souvenir de Halfdan, le père de Danr et ses frères ; et Holmfríðr en mémoire de son mari »[2].

### U 241

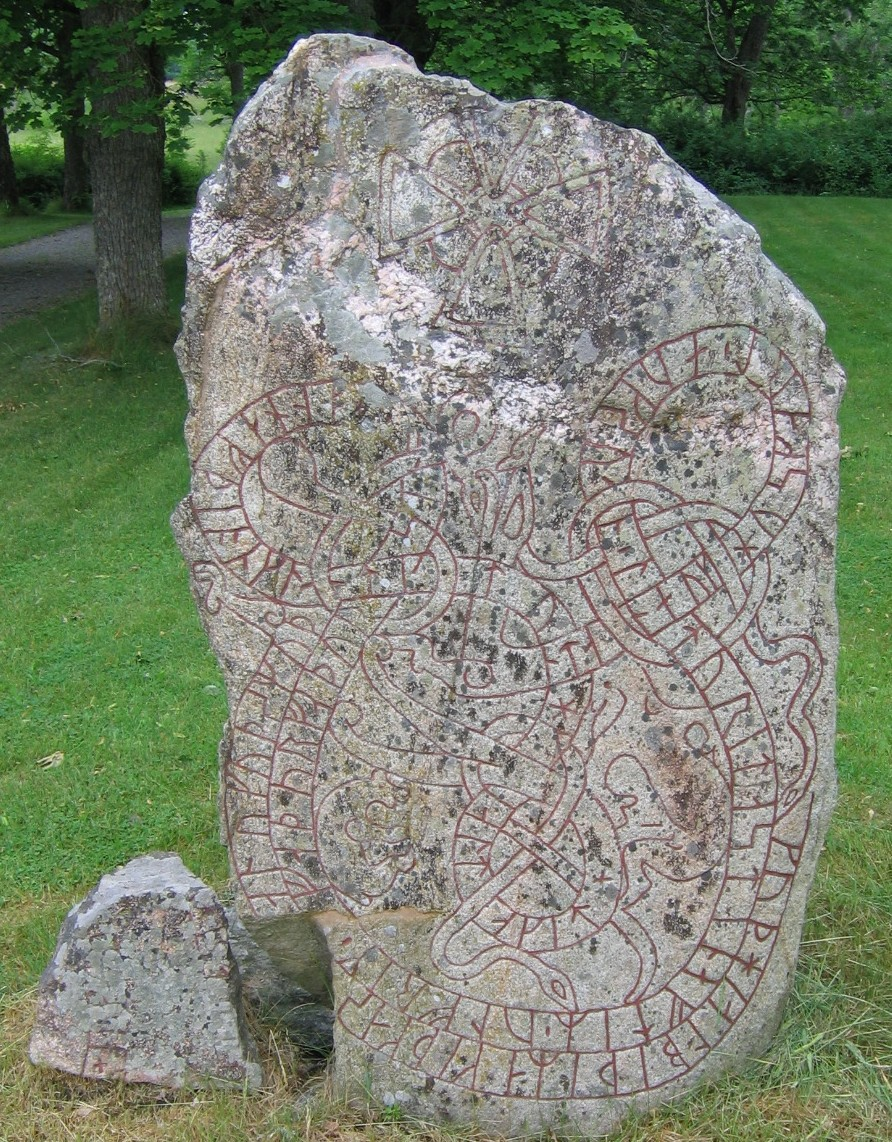
Pierre runique U 241, avec U 242 à sa gauche, en bas

La pierre runique U 241 a été érigée au bout d'une chaussée, en face de U 240. Elle a été déplacée dans la cour du bâtiment principal de Lingsberg.
L'inscription gravée mentionne Danr, Húskarl et Sveinn, comme U 240, mais pas Holmfríðr ; elle mentionne en revanche Ulfríkr, le père d'Halfdan, qui a apporté deux danegelds en Angleterre. Elle ne fait pas mention des chefs à qui il a payé son tribut, à la différence des deux autres pierres runiques d'Uppland faisant état de danegelds, U 344 et U 194.
Elle comporte l'inscription suivante :
- Translittération latine : « n tan auk huskarl ' auk sua(i)n ' l(i)tu rita stin aftiR ' ulfrik ' faþurfaþur sino ' hon hafþi o| |onklanti tuh kialt| |takit + kuþ hialbi þiRa kiþka salu| |uk| |kuþs muþ(i) »[2],[4].
- Transcription en vieux norrois : « En Dan ok Huskarl ok Svæinn letu retta stæin æftiR Ulfrik, faðurfaður sinn. Hann hafði a Ænglandi tu giald takit. Guð hialpi þæiRa fæðga salu ok Guðs moðiR »[2].
- Traduction : « Et Danr et Húskarl et Sveinn ont érigé la pierre en mémoire d'Ulfríkr, le père de leur père. Il a apporté deux paiements en Angleterre. Puissent Dieu et la Mère de Dieu aider l'âme du père et du fils »[2].

### U 242

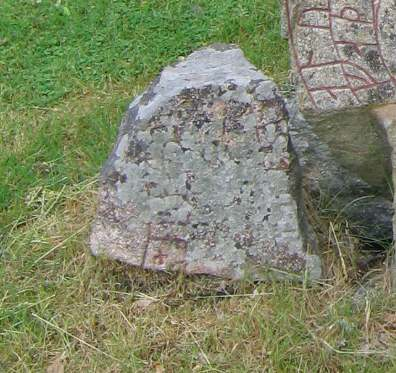
Le fragment de pierre runique U 242

La pierre runique U 242 ne comporte qu'un unique fragment. Elle repose à côté de U 241.
Elle comporte l'inscription suivante :
- Translittération latine : « - × auk × st[u]... ... ...- × (r)(a)(i)(s)(a) × ... »[2],[4].
- Transcription en vieux norrois : « ... ok ... ... ... ræisa ... »[2].
- Traduction : « ... et ... ... ... élevé ... »[2].